# مشاركات الأندية المغربية في المسابقات العالمية والإفريقية
يعرض هذا المقال  الألقاب الإفريقية للأندية المغربية ومشاركات الأندية المغربية في المسابقات العالمية والإفريقية في رياضة كرة القدم، تعتبر الأندية المغربية من أفضل الفرق الأفريقية بإجمالي 25 لقب قاري، وهي ثاني أكتر الأندية تتويجا في إفريقيا بعد الأندية المصرية، تعتبر أندية الوداد الرياضي والرجاء الرياضي والجيش الملكي من أبرز الأندية في المغرب، تمكنت 7 فرق مغربية من التتويج بالبطولات الإفريقية، ويعتبر نادي الوداد الرياضي أكتر نادي مغربي لعبا للنهائيات القارية برصيد 14 مرة، ويعتبر نادي الرجاء الرياضي الأكثر تتويجا بالكؤوس القارية في المغرب والرابع على مستوى إفريقيا برصيد 9 ألقاب قارية.
شاركت الأندية المغربية في بطولة كأس العالم للأندية (6 مرات) كثاني أكتر الأندية الإفريقية مشاركة في البطولة، ثلاث مشاركات الوداد سنوات 2017، 2022 و2025، و مشاركتين لنادي الرجاء سنوات 2000 و2013، ومشاركة وحيدة لنادي المغرب التطواني سنة 2014، وكان أفضل إنجاز للفرق المغربية وصول نادي الرجاء الرياضي لنهائي كأس العالم للأندية 2013 كأول فريق عربي ومغربي يحقق هاذ الإنجاز.
أما بالنسبة لأمجد الكؤوس دوري أبطال أفريقيا الأندية المغربية تحتل مكانة كبيرة في المسابقة، حيث توجت الأندية المغربية بلقب دوري أبطال أفريقيا (7 مرات) وإكتفت بالوصافة (4 مرات) أعوام 2002، 2011، 2019 و2023، يعتبر الوداد الرياضي أكثر الأندية المغربية وصولا لنهائي البطولة (6 مرات) وتوج بها (3 مرات) أعوام 1992، 2017 و2022، أما بالنسبة للرجاء الرياضي وصل للنهائي (4 مرات) وتوج بها (3 مرات) كذلك أعوام 1989، 1997 و1999، وأخيرا الجيش الملكي توج بها في أول نهائي له سنة 1985 كأول فريق مغربي.
أما في ثاني أمجد الكؤوس كأس الكونفيدرالية الأفريقية الأندية المغربية هي الأكثر تتويجا بالألقاب في تاريخ هذه المسابقة برصيد (8 مرات) وإكتفت بالوصافة ثلاث مرات أعوام 2006 2019 و2024، ويحمل المغرب الرقم القياسي في عدد الأندية المختلفة التي توجت بالبطولة وهي أربع فرق. نهضة بركان أكثر نادي مغربي تتويجا بكأس الكونفيدرالية الأفريقية برصيد 3 ألقاب، تم الرجاء الرياضي برصيد لقبين والفتح الرباطي والمغرب الفاسي والجيش الملكي برصيد لقب.
مشاركات الفرق المغربية في كأس السوبر الأفريقي إذ شاركت (13 مرة) وتوجت بها (5 مرات) كثاني أكتر الأندية الأفريقية تتويجا في البطولة، الرجاء الرياضي شارك (4 مرات) توج بها أعوام 2000 و2019 وأكتفى بالوصافة أعوام 1998 و2020. أما الوداد الرياضي شارك (4 مرات) وتوج بها لمرة واحدة سنة 2018 وأكتفى بالوصافة أعوام 1993، 2003 و2022، أما نهضة بركان توج بها عام 2022 وأكتفى بالوصافة مرة عام 2021، و توج المغرب الفاسي بها عام 2012، وأكتفى الجيش الملكي بالوصافة مرة عام 2006 وكذلك الفتح الرباطي مرة عام 2011.

## المسابقات الإفريقية

### دوري أبطال أفريقيا
| (دوري أبطال أفريقيا) | (دوري أبطال أفريقيا) | (دوري أبطال أفريقيا) |
| الموسم               | النادي               | النتيجة النهائية     |
| -------------------- | -------------------- | -------------------- |
| 1985                 | الجيش الملكي         | البطل                |
| 1989                 | الرجاء               | البطل                |
| 1992                 | الوداد               | البطل                |
| 1997                 | الرجاء               | البطل                |
| 1999                 | الرجاء               | البطل                |
| 2002                 | الرجاء               | الوصيف               |
| 2011                 | الوداد               | الوصيف               |
| 2017                 | الوداد               | البطل                |
| 2019                 | الوداد               | الوصيف               |
| 2022                 | الوداد               | البطل                |
| 2023                 | الوداد               | الوصيف               |

### كأس الكونفيدرالية الأفريقية
| (كأس أفريقيا للأندية أبطال الكؤوس) | (كأس أفريقيا للأندية أبطال الكؤوس) | (كأس أفريقيا للأندية أبطال الكؤوس) |
| الموسم                             | النادي                             | النتيجة النهائية                   |
| ---------------------------------- | ---------------------------------- | ---------------------------------- |
| 1997                               | الجيش الملكي                       | الوصيف                             |
| 2002                               | الوداد الرياضي                     | البطل                              |

| تحت مسمى (كأس الاتحاد الأفريقي) | تحت مسمى (كأس الاتحاد الأفريقي) | تحت مسمى (كأس الاتحاد الأفريقي) |
| الموسم                          | النادي                          | النتيجة النهائية                |
| ------------------------------- | ------------------------------- | ------------------------------- |
| 1996                            | الكوكب المراكشي                 | البطل                           |
| 1999                            | الوداد                          | الوصيف                          |
| 2003                            | الرجاء                          | البطل                           |

| (كأس الكونفيدرالية الأفريقية) | (كأس الكونفيدرالية الأفريقية) | (كأس الكونفيدرالية الأفريقية) |
| الموسم                        | النادي                        | النتيجة النهائية              |
| ----------------------------- | ----------------------------- | ----------------------------- |
| 2005                          | الجيش الملكي                  | البطل                         |
| 2006                          | الجيش الملكي                  | الوصيف                        |
| 2010                          | الفتح الرباطي                 | البطل                         |
| 2011                          | المغرب الفاسي                 | البطل                         |
| 2018                          | الرجاء                        | البطل                         |
| 2019                          | نهضة بركان                    | الوصيف                        |
| 2020                          | نهضة بركان                    | البطل                         |
| 2021                          | الرجاء                        | البطل                         |
| 2022                          | نهضة بركان                    | البطل                         |
| 2024                          | نهضة بركان                    | الوصيف                        |
| 2025                          | نهضة بركان                    | البطل                         |

### كأس السوبر الأفريقي
| (كأس السوبر الأفريقي) | (كأس السوبر الأفريقي) | (كأس السوبر الأفريقي) |
| الموسم                | النادي                | النتيجة النهائية      |
| --------------------- | --------------------- | --------------------- |
| 2000                  | الرجاء                | البطل                 |
| 2012                  | المغرب الفاسي         | البطل                 |
| 2018                  | الوداد                | البطل                 |
| 2019                  | الرجاء                | البطل                 |
| 2022                  | نهضة بركان            | البطل                 |

## المسابقات العالمية

### كأس الأفروآسيوية للأندية
| (كأس الأفروآسيوية للأندية) | (كأس الأفروآسيوية للأندية) | (كأس الأفروآسيوية للأندية) |
| الموسم                     | النادي                     | النتيجة النهائية           |
| -------------------------- | -------------------------- | -------------------------- |
| 1986                       | الجيش الملكي               | الوصيف                     |
| 1993                       | الوداد                     | البطل                      |
| 1998                       | الرجاء                     | البطل                      |

### كأس العالم للأندية
|  | البطولة            | الموسم | النادي | الوصيف |
|  | ------------------ | ------ | ------ | ------ |
|  | كأس العالم للأندية | 2013   | الرجاء | 1      |

## المسابقات المحلية

### البطولة الوطنية المغربية

#### سجل الأبطال
| النادي             | عدد الألقاب | السنوات |
| الوداد الرياضي     | 22          | 1948، 1949، 1950، 1951، 1955، 1957، 1966، 1969، 1976، 1977، 1978، 1986، 1990، 1991، 1993، 2006، 2010، 2015، 2017، 2019، 2021، 2022 |
| الجيش الملكي       | 13          | 1961، 1962، 1963، 1964، 1967، 1968، 1970، 1984، 1987، 1989، 2005، 2008، 2023                                                       |
| الرجاء الرياضي     | 13          | 1988، 1996، 1997، 1998، 1999، 2000، 2001، 2004، 2009، 2011، 2013، 2020، 2024                                                       |
| المغرب الفاسي      | 4           | 1965، 1979، 1983، 1985 |
| النادي القنيطري    | 4           | 1960، 1973، 1981، 1982 |
| سطاد المغربي       | 3           | 1928، 1931، 1944 |
| الراسينغ الرياضي   | 3           | 1945، 1954، 1972 |
| المغرب التطواني    | 2           | 2012، 2014 |
| حسنية أكادير       | 2           | 2002، 2003 |
| الكوكب المراكشي    | 2           | 1958، 1992 |
| إتحاد طنجة         | 1           | 2018 |
| الفتح الرباطي      | 1           | 2016 |
| أولمبيك خريبكة     | 1           | 2007 |
| النادي المكناسي    | 1           | 1995 |
| شباب المحمدية      | 1           | 1980 |
| الأولمبيك البيضاوي | 1           | 1994 |
| المولودية الوجدية  | 1           | 1975 |
| الرجاء الملالي     | 1           | 1974 |
| الراسينغ الرياضي   | 1           | 1972 |
| النهضة السطاتية    | 1           | 1971 |
| نجم الشباب         | 1           | 1959 |

### كأس المغرب

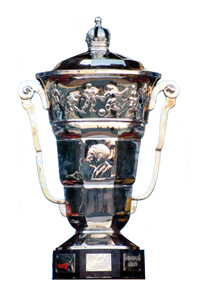

#### سجل الأبطال
| فريق              | بطل | سنوات البطل                                                            |
| ----------------- | --- | ---------------------------------------------------------------------- |
| الجيش الملكي      | 12  | 1959، 1971، 1984، 1985، 1986، 1999، 2003، 2004، 2007، 2008، 2009، 2020 |
| الوداد الرياضي    | 9   | 1970، 1978، 1979، 1981، 1989، 1994، 1997، 1998، 2001                   |
| الرجاء الرياضي    | 9   | 1974، 1977، 1982، 1996، 2002، 2005، 2012، 2017، 2023                   |
| الكوكب المراكشي   | 6   | 1963، 1964، 1965، 1987، 1991، 1993                                     |
| الفتح الرباطي     | 6   | 1967، 1973، 1976، 1995، 2010، 2014                                     |
| مولودية وجدة      | 4   | 1957، 1958، 1960، 1962                                                 |
| المغرب الفاسي     | 4   | 1980، 1988، 2011، 2016                                                 |
| الأولمبيك الرياضي | 3   | 1983، 1990، 1992                                                       |
| نهضة بركان        | 3   | 2018، 2021، 2022                                                       |
| أولمبيك خريبكة    | 2   | 2006، 2015                                                             |
| النادي القنيطري   | 1   | 1961                                                                   |
| النادي المكناسي   | 1   | 1966                                                                   |
| الراسينغ الرياضي  | 1   | 1968                                                                   |
| النهضة السطاتية   | 1   | 1969                                                                   |
| شباب المحمدية     | 1   | 1975                                                                   |
| مجد المدينة       | 1   | 2000                                                                   |
| الدفاع الجديدي    | 1   | 2013                                                                   |
| الاتحاد البيضاوي  | 1   | 2019                                                                   |